# Tres Tinkle
Tres Tinkle (Missoula, 3 giugno 1996) è un cestista statunitense.

## Biografia
È il figlio dell'allenatore ed ex cestista Wayne Tinkle.